# Marie-Joseph Chénier
Pour les articles homonymes, voir Chénier.
Marie-Joseph Blaise de Chénier, né le 11 février 1764 à Constantinople et mort le 10 janvier 1811 à Paris, est un poète, dramaturge et homme politique français, frère cadet du poète André Chénier.

## Biographie
Fils de Louis de Chénier, diplomate et historien, et frère cadet du poète André Chénier, Marie-Joseph Chénier naquit comme lui à Constantinople mais passa son enfance à Carcassonne, fit ses études au collège de Navarre à Paris où il se lia d'amitié avec Charles et Michel de Trudaine, et Louis et François de Pange. Il devint en 1781, à l'âge de dix-sept ans, cadet gentilhomme dans les dragons de Montmorency. Il passa deux années en garnison à Niort.
Tout comme François de Pange, il renonça à la carrière militaire pour se consacrer à la littérature, mais le succès ne fut pas au rendez-vous pour les jeunes gens. François de Pange se tourna vers le journalisme, mais Marie-Joseph s'obstina. Il débuta à la Comédie-Française en 1785 avec un drame en deux actes, Edgar, ou le Page supposé, qui fut sifflé du début à la fin. En 1786, la tragédie d'Azémire, qu'il dédia à son ancien condisciple François de Pange, ne connut pas une meilleure fortune.

## Grandeur et misère d'un écrivain

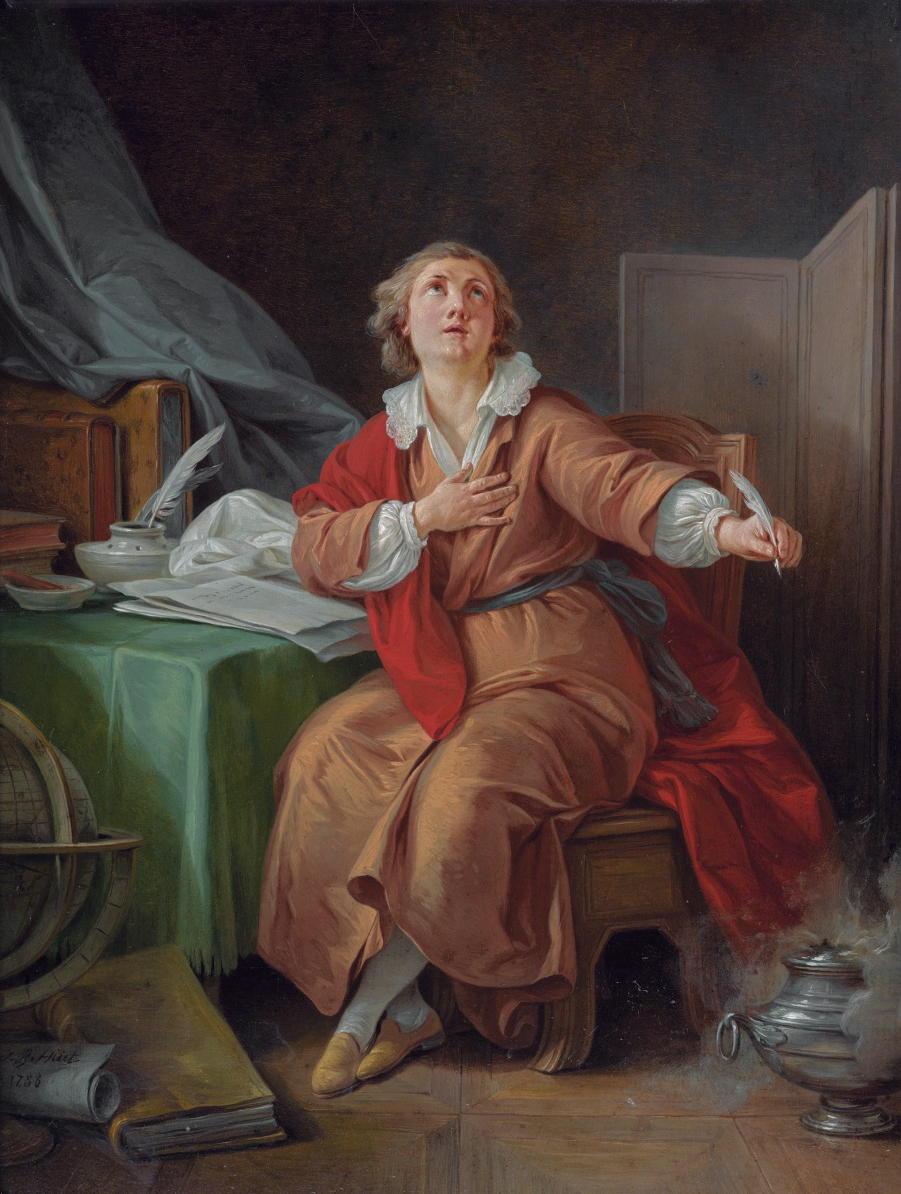
Marie-Joseph Chénier.

Sa tragédie Charles IX, ou la Saint-Barthélemy, rebaptisée quelques années plus tard Charles IX, ou l'école des rois, mettait en scène, à l'époque des guerres de Religion, le fanatisme aux prises avec l'esprit de liberté. Reçue à la Comédie-Française le 2 septembre 1788, la pièce est aussitôt interdite de représentation par Suard. Chénier lance plusieurs pamphlets – Dénonciation des inquisiteurs de la pensée (1789), De la Liberté du Théâtre en France (1789). Le 19 août, Bailly, maire de Paris, reçoit les comédiens et se montre embarrassé. Chénier s'adresse aux représentants de la Commune le 23 et répond dans le Journal de Paris à une accusation anonyme (sans doute de Suard). L'Assemblée générale des Représentants de la Commune autorise la représentation en octobre et, après encore quelques péripéties, la première a lieu le 4 novembre 1789, avec un grand succès, comparable à celui du Mariage de Figaro. Le sujet, en accord avec l'esprit du temps, plut au public, que le mouvement de la pièce – manquant par ailleurs d'intrigue, de caractères et de style [réf. nécessaire] – et le talent de Talma, dont la réputation commençait à s'établir, achevèrent de conquérir.
Les représentations de Charles IX provoquèrent une scission de la troupe de la Comédie-Française. Le groupe dit « des patriotes », emmené par Talma, s'installa rue de Richelieu. C'est là que Marie-Joseph Chénier fit jouer, en 1791, Henri VIII et Jean Calas, puis, en 1792, Caïus Gracchus dont on a retenu l'hémistiche fameux : « Des lois, et non du sang ! » qui lui valut d'être interdite, à l'initiative du député montagnard Albitte, car on crut y voir une critique du régime révolutionnaire.
Fénelon (1793), brode à nouveau sur le fanatisme et la liberté, non sans invraisemblance [réf. nécessaire]: on y voit l'archevêque de Cambrai délivrer une religieuse renfermée depuis quinze ans dans un cachot par ordre de son abbesse. La pièce fut critiquée car elle ne mettait pas en scène des rois et des princes, au mépris des règles de la tragédie classique établies par Aristote.
Timoléon (1794), avec des chœurs mis en musique par Étienne Nicolas Méhul, parut attaquer Robespierre dans le personnage de l'ambitieux Timophane que ses amis veulent maladroitement couronner au milieu de l'assemblée du peuple. La pièce fut interdite et les manuscrits en furent supprimés. La pièce fut reprise après la chute de Robespierre, mais cette fois, on crut voir dans le personnage du fratricide Timoléon le héraut d'une sorte de confession déguisée : elle donna le signal d'une vigoureuse campagne accusant Marie-Joseph Chénier d'avoir fait exécuter son frère, accusation dont il se défendit dans son Épître sur la calomnie (1796), une de ses meilleures pièces de vers [réf. nécessaire].
En réalité, après quelques tentatives infructueuses pour sauver son frère, Marie-Joseph Chénier dut constater que c'était en se faisant oublier des autorités que son frère aurait les meilleures chances de salut et que ses interventions mal avisées ne feraient que hâter sa fin. Lui-même, alors soupçonné de tiédeur et en mauvais termes avec Robespierre, ne pouvait rien tenter pour le sauver. André Chénier fut exécuté le 7 thermidor an II (25 juillet 1794).

## Carrière politique
Membre du Club des cordeliers et de la Commune de Paris, Marie-Joseph Chénier avait été élu député à la Convention par le département de Seine-et-Oise. Il y fut du parti de Danton. Il vota la mort de Louis XVI. Sur son rapport, à la fin de 1792, fut décidé l'établissement des écoles primaires et, le 3 janvier 1795, l'attribution de 300 000 francs de secours entre 116 savants, littérateurs et artistes. Sous le Directoire, il fut membre du Conseil des Cinq-Cents. Il prit part à l'organisation de l'Institut de France et fut placé dans la troisième classe (littérature et beaux-arts).
Il participa, avec le peintre David et le compositeur François-Joseph Gossec, à l'organisation de nombre des grandes fêtes révolutionnaires entre 1790 et 1794. Si l’hymne qu'il avait préparé pour la fête de l'Être suprême fut refusé par Robespierre, son Chant du départ est presque aussi célèbre que La Marseillaise, dont on a voulu lui attribuer le septième couplet, dit « couplet des enfants ». Il est l'auteur de l’Hymne du Panthéon, mis en musique par Cherubini (1794).
Il apporta un soutien sans faille à François de Pange, à qui il permit de revenir d'émigration sans rencontrer de problème et qu'il fit libérer de prison lorsque celui-ci fut pris dans une rixe.

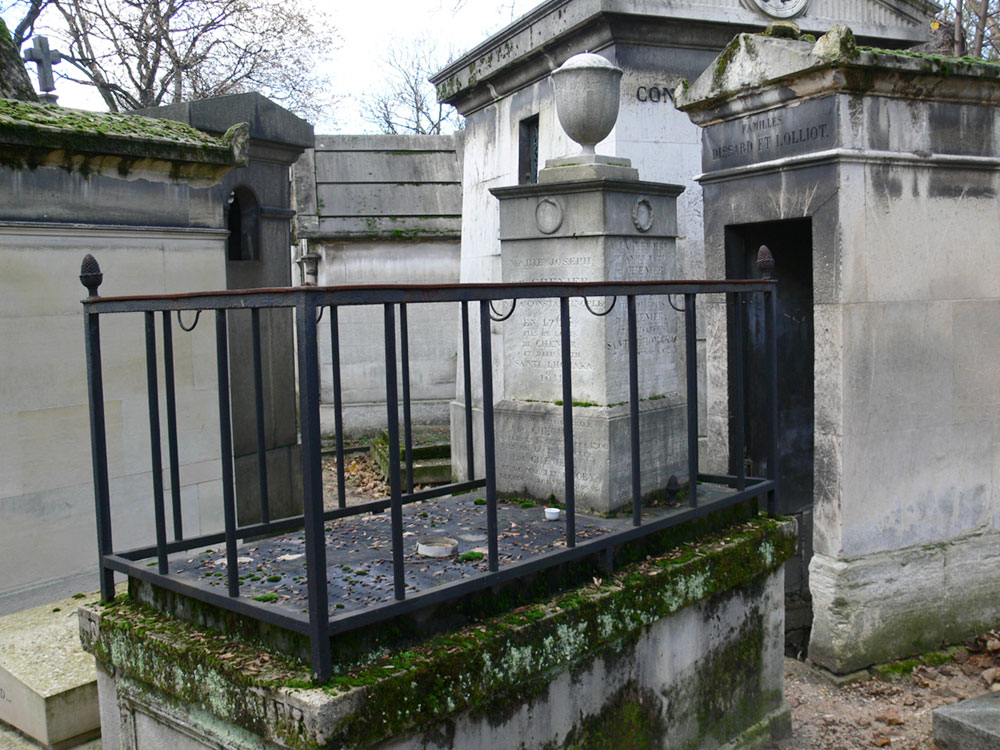
Tombe de Marie-Joseph Chénier au cimetière du Père-Lachaise (division 8).

Membre du Tribunat sous le Consulat, il en fut chassé en 1802 au moment de l'épuration de cette assemblée. En 1803, il fut néanmoins nommé inspecteur général des études de l'Université. L'année suivante, à l'occasion du couronnement de Napoléon, il fit jouer la tragédie de Cyrus, qui ne fut représentée qu'une fois : s'il y justifiait l'Empire, c'était en donnant des conseils à l'Empereur et en plaidant pour la liberté, ce qui était le meilleur moyen de déplaire, et déplut effectivement. Mortifié, Chénier revint au parti républicain dans son élégie La Promenade (1805) et, en 1806, démissionna de ses fonctions d'inspecteur général.
En 1806-1807, il donna un cours à l'Athénée sur l'histoire de la littérature. Napoléon Ier lui fit une pension de 8 000 francs et le chargea de la continuation de l'Histoire de France.
Il est inhumé au cimetière du Père-Lachaise (8e division).

## Postérité littéraire
C'est André, et non Marie-Joseph, qui a immortalisé le nom de Chénier, et le cadet n'est le plus souvent cité aujourd'hui qu'en relation avec la mort de l'aîné, dans laquelle il semble pourtant avéré qu'il n'eut aucune responsabilité. Sous la Révolution et l'Empire, il prolonge, en les mettant superficiellement au goût du jour [réf. nécessaire], les formes poétiques et dramatiques du XVIIIe siècle.
Son talent – qui est réel – le porte malheureusement presque toujours à la déclamation, à l'emphase et à la boursouflure [réf. nécessaire]. Madame de Staël l'a jugé avec justesse : « C'était un homme d'esprit et d'imagination, mais tellement dominé par son amour-propre qu'il s'étonnait de lui-même, au lieu de travailler à se perfectionner. »
Au théâtre, il se signale surtout par le choix presque systématique [réf. nécessaire] de sujets mettant en scène le fanatisme aux prises avec l'esprit de liberté. Camille Desmoulins, qui le loue d'avoir décoré Melpomène de la cocarde tricolore, affirma que Charles IX avait fait davantage pour la Révolution que les journées d'octobre 1789.
Comme poète, Marie-Joseph Chénier a composé des satires qui ne manquent pas de mordant, des épigrammes parfois bien trouvées [réf. nécessaire], des élégies, comme La Promenade, des épîtres, dont la plus appréciée en son temps fut l'Epître à Voltaire (1806), qui renferme trois vers souvent cités sur l'immortalité d'Homère, inférieurs cependant [réf. nécessaire] à ceux d'Écouchard-Lebrun sur le même sujet :
Trois mille ans ont passé sur la cendre d'Homère,

Et depuis trois mille ans, Homère respecté

Est jeune encor de gloire et d'immortalité.
Malgré des passages creux et déclamatoires [réf. nécessaire], le Discours sur la calomnie (1796), composé contre ceux qui l'accusaient d'avoir eu part à l'exécution de son frère, vibre d'une belle indignation :
La calomnie honore, en croyant qu'elle outrage.

Ô mon frère, je veux, relisant tes écrits,

Chanter l'hymne funèbre à tes mânes proscrits ;

Là, souvent tu verras près de ton mausolée,

Tes frères gémissants, ta mère désolée,

Quelques amis des arts, un peu d'ombre et des fleurs,

Et ton jeune laurier grandira sous mes pleurs.
Marie-Joseph Chénier avait un réel talent satirique. Dans Les Nouveaux Saints (1800), il raille avec esprit Morellet :
Enfant de soixante ans qui promet quelque chose
ou La Harpe :
Le grand Perrin-Dandin de la littérature.
Dans la Petite épître à Jacques Delille (1802), il moque :
Marchand de vers, jadis poète,

Abbé, valet, vieille coquette.
Dans son discours de réception à l’Académie française, qui ne fut jamais prononcé, Chateaubriand, élu au fauteuil de Chénier, égal à lui-même, ne ménage pas ses critiques à l’endroit de son prédécesseur.

## Œuvres

### Théâtre
- Edgar, ou le Page supposé, drame en 2 actes, Paris, Comédie-Française (1785)
- Azémire, tragédie représentée à Fontainebleau le 4 novembre 1786 et à la Comédie-Française le 6 novembre 1786
- Charles IX, ou la Saint-Barthélemy, tragédie en 5 actes, Paris, Comédie-Française, 4 novembre 1789, rebaptisée ultérieurement Charles IX, ou l'école des rois[4].
- Brutus et Cassius ou les derniers Romains, tragédie (1790, non représentée) : tentative d'adapter le Julius Caesar de Shakespeare aux canons de la dramaturgie classique.
- Henri VIII, tragédie en 5 actes, Paris, théâtre de la République, 27 avril 1791 : c'était la tragédie préférée de son auteur ; elle pêche par les mêmes défauts que les autres – intrigue peu intéressante, caractères mal dessinés – mais offre davantage de pathétique, notamment dans le personnage d'Anne Boleyn.
- Jean Calas, ou l'école des juges, tragédie en 5 actes, Paris, théâtre de la République, 6 juillet 1791 : du début à la fin, cette pièce assez ennuyeuse n'offre que le spectacle de la vertu opprimée par un fanatisme tout-puissant. Elle ne fut jouée que trois fois.
- Caius Gracchus, tragédie en 3 actes, Paris, théâtre de la République, 9 février 1792 : le personnage principal est un peu plus fortement tracé qu'à l'accoutumé dans les pièces de Chénier et on relève quelques belles tirades, mais l'action est inexistante.
- Le Camp de Grand-Pré, ou le triomphe de la République, divertissement lyrique en 1 acte, Paris, Académie de musique, 27 janvier 1793, musique de François-Joseph Gossec, chorégraphie de Pierre-Gabriel Gardel : Ce divertissement, composé à l'automne 1792, est destiné à célébrer la bataille de Valmy. Il fut représenté à l'Opéra avec un succès limité.
- Fénelon, ou les Religieuses de Cambrai, tragédie en 5 actes, Paris, théâtre de la République, 9 février 1793 : la pièce connut le succès grâce à l'interprétation de Fénelon par Monvel.
- Timoléon, tragédie en 3 actes avec des chœurs, musique d'Étienne Nicolas Méhul (1794)[5]
- Cyrus, tragédie (1804)
- Tibère (1819), tragédie en cinq actes, représentée pour la première fois en 1844 : sans doute le chef-d'œuvre dramatique de Marie-Joseph Chénier.
- Philippe II, tragédie en 5 actes.
- Œdipe roi, tragédie en 5 actes avec chœurs, imitée de Sophocle.
- Œdipe à Colone
- Nathan le Sage, drame en 3 actes, imité de Nathan le Sage de Lessing.
- Les Portraits de famille, comédie.
- Ninon, comédie.

### Poésies et divers
- Épître à mon père (1787)
- La Mort du duc de Brunswick, ode (1787)
- Poème sur l'assemblée des notables (1787)
- Dialogue du public et de l'anonyme (1788)
- Le Ministre et l'Homme de lettres, dialogue (1788)
- Courtes réflexions sur l'état civil des comédiens (1789)
- Dénonciation des inquisiteurs de la pensée (1789)
- Idées pour un cahier du tiers-état de la ville de Paris (1789)
- De la Liberté du Théâtre en France (1789)
- Dithyrambe sur l'Assemblée nationale (1789)
- Épître au Roi (1789)
- Lettre à M. le comte de Mirabeau sur les dispositions naturelles, nécessaires et indubitables des officiers et des soldats français et étrangers (1789)
- Hymne pour la fête de la Fédération, le 14 juillet 1790
- Ode sur la mort de Mirabeau (1791)
- Opinion sur le procès du Roi (1792)
- Strophes qui seront chantées au Champ de la Fédération le 14 juillet 1792, musique de François-Joseph Gossec
- Hymne sur la translation du corps de Voltaire, musique de François-Joseph Gossec (1793)
- Hymne à l'Être suprême (1793)
- Chant des Sections de Paris (1793)
- Hymne à la liberté, pour l'inauguration de son temple dans la commune de Paris, 20 brumaire an II, musique de Gossec
- L'Hymne du 10 août, musique de Charles Simon Catel
- Le Triomphe de la République
- Le Chant du Départ, musique d'Étienne Nicolas Méhul (1794)
- Ode à la Calomnie, en réponse à la « Queue de Robespierre » (1794)
- Hymne à la Raison (1794)
- Chant des Victoires (1794)
- Ode sur la situation de la République française durant l'oligarchie de Robespierre (1794)
- Hymne du 9 thermidor (1795)
- Le Docteur Pancrace, satire (1796)
- Épître sur la calomnie (1796)
- Le Vieillard d'Ancenis, poème sur la mort du général Hoche (1797)
- Hymne pour la pompe funèbre du général Hoche (1797)
- Le Chant du Retour (1797)
- Pie VI et Louis XVIII (1798)
- Discours sur les progrès des connaissances en Europe et de l'enseignement public en France (1800)
- Les Nouveaux Saints (1800)
- Les Miracles, conte dévot (1802)
- Petite épître à Jacques Delille (1802)
- Les Deux Missionnaires (1803)
- Discours en vers sur les poèmes descriptifs (1805)
- La Promenade (1805)
- Epître à Voltaire (1806)
- La Retraite (1806)
- Hommage à une belle action (1809)
- Tableau historique de l'état et des progrès de la littérature française depuis 1789 (1818)
- Épître à Eugénie
- Épître d'un journaliste à l'Empereur
- A la liberté

## Portraits
- Portrait à l'huile, École française, 1790, Musée Voltaire.
- Portrait au pastel par Marie-Gabrielle Capet, vers 1798, Stanford University Museum of Art (Californie), reproduit dans : Lorenz Eitner, Betsy G. Fryberger et Carol M. Osborne, The Drawing Collection. Stanford University Museum of Art, Stanford, Stanford University Museum of Art, 1993, p. 89, cat. no 96.

## Dans la fiction
- Le Pas du juge (2009), roman de Henri Troyat sur la famille Chénier : André, Marie-Joseph et leurs parents (le père est Louis de Chénier).

## Pour approfondir